# Дамаскин (Цедрик)
Епи́скоп Дамаски́н (в миру Дми́трий Дми́триевич Це́дрик; 29 октября 1877, село Маяки, Одесский уезд, Херсонская губерния — 15 сентября 1937, Карагандинский ИТЛ, Карагандинская область) — епископ Русской православной церкви, епископ Глуховский, викарий Черниговской епархии.
Прославлен в лике святых Русской православной церкви в августе 2000 года.

## Биография

### Образование
Родился 29 октября 1877 года в городе Маяки Одесского уезда Херсонской губернии (ныне село Маяки Беляевского района Одесской области), в семье бедного почтового служащего. Всего в семье было семеро детей.
В 1887 году Дмитрий поступил в Херсонское духовное училище, которое окончил в 1893 году «по первому разряду», после чего был зачислен в первый класс Одесской духовной семинарии. В это время на втором курсе семинарии учился его брат Николай.
Одесскую семинарию Дмитрий вынужден был оставить, так как тяжелое материальное положение не позволяло семье дать образование сразу двум сыновьям. В 1895 году он поступил в Херсонскую учительскую семинарию. Обучение в учительских семинариях, которые представляли собой педагогические училища для подготовки преподавателей начальных школ, было бесплатным, а нуждающиеся воспитанники даже получали стипендию, с условием, что по окончании семинарии они проработают не менее 4-х лет учителями в одной из начальных школ. В учительских семинариях преподавались арифметика, геометрия, география и естествознание, русский и церковнославянский языки, всеобщая и русская история, Закон Божий, чистописание и рисование, основы педагогики, кроме того, в Херсонской семинарии преподавали ещё и садоводство.
По окончании учительской семинарии работал учителем народной школы в городе Бериславе Херсонской губернии.
В 1900 году Дмитрий Цедрик поступает на двухгодичные миссионерские курсы при Казанской духовной академии. Задачей курсов была богословская и педагогическая подготовка православных миссионеров для проповеди христианства среди азиатских народов. Кроме богословских дисциплин, на курсах изучались также языки тех народов, среди которых должна была вестись проповедь: бурятский, калмыцкий, монгольский и др. Начальником курсов в это время был архимандрит Андрей (Ухтомский), а председателем педагогического совета — знаменитый уже в то время ректор Казанской духовной академии епископ Антоний (Храповицкий).
В Казани, Дмитрий подружился с профессором Казанской духовной академии Виктором Несмеловым, автором трудов по философской антропологии, открывших новое направление в религиозной философии и богословии. Дмитрий Цедрик присоединяется к философскому кружку, который организовал в Казани профессор В. И. Несмелов.
Во время обучения на миссионерских курсах Дмитрий Цедрик близко сошёлся с епископом Антонием и под его влиянием 9 июня 1902 года принял монашеский постриг с именем Дамаскин в честь преподобного Иоанна Дамаскина.

### Священническое служение до революции
По окончании курсов, 10 июня 1902 года, монах Дамаскин был рукоположён в сан иеродиакона, а 30 июня — в сан иеромонаха
Направлен служить в Забайкальскую духовную миссию. 26 октября 1902 года епископ Забайкальский и Нерчинский Мефодий (Герасимов) назначил иеромонаха Дамаскина заведующим Читинским миссионерским училищем.
С 26 октября 1902 по 14 ноября 1903 года служил заведующим Читинского миссионерского училища.
15 ноября 1903 года назначен миссионером в Агинский и Иргенский станы Забайкалья, населенные бурятами и тунгусами. 1 января 1904 года перемещён в той же должности в Курумкано-Гаргинский миссионерский стан. Зная бурятский язык, он занимался переводами богослужебных песнопений на бурятский, организовал из обращенных в христианство бурят церковный хор.
12 сентября 1905 года зачислен слушателем на курсы Восточного института во Владивостоке.
Одновременно с ноября 1905 года исполнял обязанности учителя пения, а с сентября 1906 года — законоучителя во Владивостокской мужской гимназии.
1 февраля 1907 года причислен к Владивостокскому архиерейскому дому, исполнял должность настоятеля храма Восточного института, служил в храме на станции Седанка в пригороде Владивостока (ныне в черте города).
1 июля 1907 года назначен на должность благочинного Камчатского и Гижигинского округов, но уже 2 августа освобождён от этого назначения, оставлен во Владивостоке.
С ноября 1908 года — настоятель храма Владивостокской мужской гимназии.
По окончании в 1909 году Восточного института уехал в отпуск в Санкт-Петербург, предполагая поступить на четвёртый курс восточного факультета Санкт-Петербургского университета.
Участвовал проходившем с 27 сентября по 4 октября 1909 года в Москве Съезде русских людей, по инициативе протоиерея Иоанна Восторгова.
31 мая 1910 года назначен миссионером в село Болхуны Черноярского уезда Астраханской губернии.
20 октября 1911 года причислен к Донскому архиерейскому дому, вёл миссионерскую работу среди калмыков.
После начала Первой мировой войны с весны 1915 года служил на Кавказском фронте начальником врачебно-питательного отряда Красного Креста, а с 1916 года и отряда по борьбе с заразными болезнями. В 1917 году санитар и войсковой священник 10-го армейского запасного полка на Юго-Западном фронте. Награждён орденами святой Анны 3-й (1916) и 2-й (1917) степени.
Участвовал в проходившем с 7 по 14 июля 1917 года в МДА съезде учёного монашества.

### Священническое служение после революции
9 мая 1918 года демобилизован. В том же году был арестован в Орловской губернии вместе с братом, приговорен к расстрелу, избежал казни в отличие от брата.
В том же году переехал в Киев, где стал насельником Златоверхого Михайловского монастыря, а также зачислен студентом в Киевскую духовную академию.
После отступления осенью 1919 года из Киева войск генерала А. И. Деникина переехал в Крым, в следующем году архиепископом Таврическим Димитрием (Абашидзе) был возведён в сан архимандрита и назначен настоятелем Георгиевского Балаклавского монастыря. По отзыву архиепископа Никодима (Кроткова), в Крыму архимандрит Дамаскин ревностно отстаивал интересы Церкви перед властями, зарекомендовал себя «любителем благостного богослужения (он прекрасный чтец и певец), проповедником усердным и умелым практическим деятелем».
После начала обновленческого раскола в 1922 году остался верен патриаршей Церкви, несмотря на то, что подавляющее большинство кубанского клира во главе с Иоанном (Левицким) уклонились в обновленчество. Соратниками иеромонаха Дамаскина по противодействию обновленчеству были: викарный епископ Евсевий (Рождественский), протоиереи Александр Маков и Александр Пурлевский. Они стали большой проблемой для развития раскола на Кубани. В одной из статей в областной печати сообщалось, что иеромонах Дамаскин ведет «чёрную работу», а «кубанские воротилы церкви и чёрные вороны уже пустили агитацию, слух, преступную ложь», что у архиепископа Иоанна отняли власть.
5 ноября 1922 года в Симферополе привлечён к суду вместе с уволенным на покой архиепископ Димитрием (Абашидзе), управляющим Таврической епархией архиепископом Никодимом (Кротковым), епископом Севастопольским Сергием (Зверевым) и другими священнослужителями. Оправдан Верховным судом Крымской АССР.
В начале 1923 года вновь был арестован, несколько месяцев находился в тюрьме вместе со епископом Ставропольским Евсевием (Рождественским), затем выслан за пределы республики.

### Епископское служение

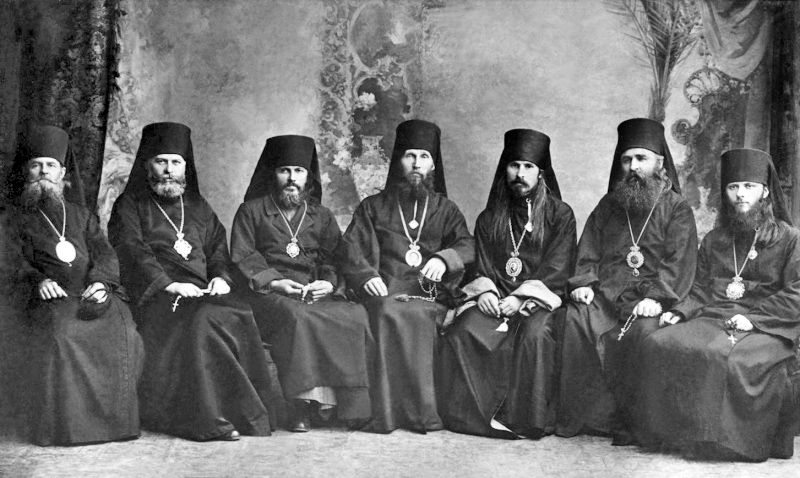
Слева направо: епископы Павел (Кратиров), Константин (Дьяков), Борис (Шипулин), Евгений (Зернов), Онуфрий (Гагалюк), Дамаскин (Цедрик), Антоний (Панкеев). Харьков 1924 год

14 сентября 1923 года Донском монастыре в Москве хиротонисан во епископа Глуховского, викария Черниговской епархии, с поручением временно управлять Черниговской епархией. Хиротонию возглавил Патриархом Тихон.
В январе 1924 года прибыл в Глухов, где организовал деятельность епархиального управления и канцелярии, викарных и благочинных правлений. Совершал поездки по епархии.
Находился в заключении в тюрьме Глухова, в 1924—1925 годы в ссылке в Харькове. В сентябре 1925 года выслан в Москву (за пределы Украины), жил в Свято-Даниловом монастыре.
25 августа 1925 года, тайно прибыв в Полтаву, вместе с архиепископом Полтавским Григорием хиротонисал архимандрита Василия (Зеленцова) во епископа Прилукского, викария Полтавской епархии.
30 ноября 1925 года арестован в Москве по делу Патриаршего местоблюстителя митрополита Петра (Полянского), помещён в Бутырскую тюрьму.
21 мая 1926 года был приговорен к трём годам ссылки в Сибирь, которую отбывал до 1928 года. Находился в ссылке в Красноярске. Служил в храмах города, позже — в селе Полой Красноярского края.
Не принял «Декларацию» Митрополита Сергия (Страгородского), содержавшую призыв к полной лояльности советской власти. Направил два послания митрополиту Сергию с резкой критикой его деятельности.
В ноябре 1928 года закончился срок ссылки, но епископу Дамаскину было запрещено возвращаться в свою епархию. По приглашению поддерживавших его священников бывшей Черниговской епархии он направляется в Стародуб, бывший прежде в его епархии, а к тому времени отнесенный к Брянской губернии. По дороге из Сибири заболел воспалением лёгких, что дало ему возможность задержаться в Москве.
11 декабря он имел продолжительную беседу с Заместителем Патриаршего Местоблюстителя Митрополитом Сергием. Он не мог согласиться с тем новым курсом церковной политики, который повел Митрополит Сергий и Временный Патриарший Священный Синод при нём.
В Стародубе епископа Дамаскина посещает множество единомысленных с ним священнослужителей и церковных людей. Епископа пугает возможность церковного раскола, он пытается противостоять ему, говорит вопрошающим, что «все духовенство и церковники должны сплотиться вокруг него [митрополита Сергия], дабы удержать его от поступков, позорящих Церковь».
В апреле 1929 года, получив распоряжение Заместителя Патриаршего Местоблюстителя митрополита Сергия о необходимости предоставления духовенством в органы власти сведений о церковных общинах, прекратил поминовение митрополита Сергия за богослужением.
В мае 1929 года Петроградский Митрополит Серафим (Чичагов) пригласил епископа Дамаскина быть его помощником (викарием), но он отказался.
Летом 1929 года при помощи диакона Кирилла Цокота, монахини Ирины (Буровой) и других передал отбывавшему ссылку в посёлке Хэ Тобольского округа Патриаршему Местоблюстителю митрополиту Петру (Полянскому), своё послание, а также копии переписки митрополита Кирилла (Смирнова) с митрополитом Сергием и писем других архиереев, выражавших критическое отношение к «Декларации…». Хотя митрополит Петр не дал тогда письменного ответа на вопрос о своём отношении к происходившим в Церкви событиям, епископ Дамаскин утверждал, что на словах Местоблюститель осудил действия своего Заместителя: как писал епископ Дамаскин впоследствии, Митрополит Петр «говорил о положении и дальнейших выходах из него почти моими словами».
14 октября того же года написал второе письмо митрополиту Сергию, в котором сообщил, что разрывает с ним литургическое общение.
27 ноября 1929 года был арестован в Стародубе по делу «филиала Истинно Православной церкви». Приговорён к трём годам лагерей, находился в заключении в Соловецком лагере особого назначения. Был освобождён из лагеря, вернулся в Стародуб. Остался верен своей негативной позиции по отношению к митрополиту Сергию. Вёл активную работу по объединению клириков, непоминающих митрополита Сергия, на юге России. Проводил тайные богослужения на квартирах в Киеве. Автор ряда посланий пастве и писем, адресованных верующим.
В конце 1920-х — 1930-х годов написал и разослал ок. 150 посланий, в которых противопоставлял Церкви как административной структуре, нуждающейся в государственной легализации, Церковь как «богоучреждённый и таинственный союз всех верующих во Христа». Часто писал о наступлении «последних времён» для Церкви, когда внешнее благолепие храмов потеряет своё значение и для сохранения неповрежденной святости и чистоты веры нужно уйти в «катакомбы», в «пустыни».
Поддерживал связи с даниловской группой и другими непоминающими, но не примыкал ни к одному из движений, оппозиционных митрополиту Сергию, заявляя, что до получения разъяснений от Патриаршего Местоблюстителя остаётся «сдерживающим началом» в Церкви. Поддерживал постоянные связи с митрополитом Казанским Кириллом (Смирновым), вёл оживленную переписку с архиепископом Серафимом (Самойловичем).
В 1934 году вновь арестован и приговорён к трём годам ссылки, которую отбывал в Архангельске. Там 2 марта 1936 года арестован. Приговорен к пяти годам ИТЛ, отбывал срок в Бурминском отделении Карагандинского ИТЛ (Казахстан), работал бухгалтером.
13 августа 1937 года арестован в лагере по обвинению в «антисоветской агитации и организации нелегальных сборищ». Поводом для ареста стало празднование Пасхи. Виновным себя не признал. Расстрелян 15 сентября 1937 года по приговору Особой тройки при УНКВД по Карагандинской области от 10 сентября 1937 года Местонахождение могилы неизвестно.

## Канонизация
Имя епископа Дамаскина было внесено в черновой поимённый список новомучеников и исповедников российских при подготовке канонизации, совершённой РПЦЗ в 1981 году. Однако список новомучеников был издан только в конце 1990-х годов.
Причислен к лику святых Новомучеников и Исповедников Российских Юбилейным Архиерейским собором Русской православной церкви в августе 2000 года.